# Brutal Youth
Az 1994-es Brutal Youth Elvis Costello nagylemeze. Az 1986-os Blood & Chocolate után ez az első lemez, amit az Attractions együttessel rögzített. A köztes időben megjelenő albumokon stúdiózenészek hallhatóak.
Egyike annak a hat Costello-albumnak, amely szerepel az 1001 lemez, amit hallanod kell, mielőtt meghalsz című könyvben.

## Az album dalai
|     | Cím                       | Szerző(k)       | Hossz |
| --- | ------------------------- | --------------- | ----- |
| 1.  | Pony St                   | Declan MacManus | 3:25  |
| 2.  | Kinder Murder             | MacManus        | 3:25  |
| 3.  | 13 Steps Lead Down        | MacManus        | 3:16  |
| 4.  | This Is Hell              | MacManus        | 4:27  |
| 5.  | Clown Strike              | MacManus        | 4:05  |
| 6.  | You Tripped at Every Step | MacManus        | 4:12  |
| 7.  | Still Too Soon to Know    | MacManus        | 2:19  |
| 8.  | 20% Amnesia               | MacManus        | 3:26  |
| 9.  | Sulky Girl                | MacManus        | 5:07  |
| 10. | London's Brilliant Parade | Elvis Costello  | 4:23  |
| 11. | My Science Fiction Twin   | MacManus        | 4:10  |
| 12. | Rocking Horse Road        | MacManus        | 4:03  |
| 13. | Just About Glad           | MacManus        | 3:14  |
| 14. | All the Rage              | Costello        | 3:52  |
| 15. | Favourite Hour            | MacManus        | 3:31  |

## Helyezések

### Album
| Év   | Lista             | Helyezés |
| ---- | ----------------- | -------- |
| 1994 | The Billboard 200 | 34       |

### Kislemezek
| Év   | Kislemez           | Lista                        | Helyezés |
| ---- | ------------------ | ---------------------------- | -------- |
| 1994 | 13 Steps Lead Down | Billboard Modern Rock Tracks | 6        |
| 1994 | Sulky Girl         | Brit kislemezlista           | 22       |

## Közreműködők
- Elvis Costello – gitár, ének, zongora, basszusgitár
- Steve Nieve – orgona, zongora, harmónium
- Bruce Thomas – basszusgitár
- Pete Thomas – dob, ütőhangszerek
- Nick Lowe – basszusgitár

## Fordítás
Ez a szócikk részben vagy egészben a Brutal Youth című angol Wikipédia-szócikk ezen változatának fordításán alapul.  Az eredeti cikk szerkesztőit annak laptörténete sorolja fel. Ez a jelzés csupán a megfogalmazás eredetét és a szerzői jogokat jelzi, nem szolgál a cikkben szereplő információk forrásmegjelöléseként.